# Grand Prix de Wallonie 2015
La 56e édition du Grand Prix de Wallonie a eu lieu le 16 septembre 2015. La course fait partie du calendrier UCI Europe Tour 2015 en catégorie 1.1. C'est également la neuvième épreuve de la Lotto Wallonia Cup 2015.

## Présentation

### Organisation
Depuis 2003, le Grand Prix de Wallonie est organisé par TRW'Organisation, organisateur du Tour de la Région wallonne (devenu depuis le Tour de Wallonie). Ce changement de propriétaire est l'occasion d'une modification du parcours de la course et de sa date : elle a lieu en septembre depuis 2003, et non plus en mai,.

### Équipes
Classé en catégorie 1.1 de l'UCI Europe Tour, le Grand Prix de Wallonie est par conséquent ouvert aux UCI WorldTeams dans la limite de 50 % des équipes participantes, aux équipes continentales professionnelles, aux équipes continentales et aux équipes nationales.
| UCI WorldTeams      | UCI WorldTeams | UCI WorldTeams |
| Nom de l'équipe     | Pays           | Code           |
| ------------------- | -------------- | -------------- |
| AG2R La Mondiale    | France         | ALM            |
| BMC Racing          | États-Unis     | BMC            |
| Etixx-Quick Step    | Belgique       | EQS            |
| FDJ                 | France         | FDJ            |
| Lotto-Soudal        | Belgique       | LTS            |
| Tinkoff-Saxo        | Russie         | TCS            |
| Trek Factory Racing | États-Unis     | TFR            |

| Équipes continentales professionnelles | Équipes continentales professionnelles | Équipes continentales professionnelles |
| Nom de l'équipe                        | Pays                                   | Code                                   |
| -------------------------------------- | -------------------------------------- | -------------------------------------- |
| Bretagne-Séché Environnement           | France                                 | BSE                                    |
| Cofidis                                | France                                 | COF                                    |
| Topsport Vlaanderen-Baloise            | Belgique                               | TSV                                    |
| Wanty-Groupe Gobert                    | Belgique                               | WGG                                    |

| Équipes continentales          | Équipes continentales | Équipes continentales |
| Nom de l'équipe                | Pays                  | Code                  |
| ------------------------------ | --------------------- | --------------------- |
| Color Code-Aquality Protect    | Belgique              | CCB                   |
| Roubaix Lille Métropole        | France                | RLM                   |
| T.Palm-Pôle Continental Wallon | Belgique              | PCW                   |
| 3M                             | Belgique              | MMM                   |
| Veranclassic-Ekoï              | Belgique              | VER                   |
| Verandas Willems               | Belgique              | WIL                   |
| Wallonie-Bruxelles             | Belgique              | WBC                   |

| Équipes nationales    | Équipes nationales | Équipes nationales |
| Nom de l'équipe       | Pays               | Code               |
| --------------------- | ------------------ | ------------------ |
| Sélection de Belgique | Belgique           | BEL                |

### Règlement de la course

#### Primes
Les vingt prix sont attribués suivant le barème de l'UCI,. Le total général des prix distribués est de 14 477 €.
| Position | 1er     | 2e      | 3e      | 4e    | 5e    | 6e    | 7e    | 8e    | 9e    | 10e à 20e |
| Prix     | 5 785 € | 2 895 € | 1 445 € | 715 € | 580 € | 433 € | 433 € | 287 € | 287 € | 147 €     |

## Classements

### Classement final
| Classement final | Classement final   | Classement final | Classement final             | Classement final   |
|                  | Coureur            | Pays             | Équipe                       | Temps              |
| ---------------- | ------------------ | ---------------- | ---------------------------- | ------------------ |
| 1er              | Jens Debusschere   | Belgique         | Lotto-Soudal                 | en 4 h 57 min 37 s |
| 2e               | Jan Bakelants      | Belgique         | AG2R La Mondiale             | + 6 s              |
| 3e               | Christophe Laporte | France           | Cofidis                      | + 7 s              |
| 4e               | Gaëtan Bille       | Belgique         | Verandas Willems             | + 7 s              |
| 5e               | Jelle Vanendert    | Belgique         | Lotto-Soudal                 | + 8 s              |
| 6e               | Thibaut Pinot      | France           | FDJ                          | + 10 s             |
| 7e               | Arthur Vichot      | France           | FDJ                          | + 12 s             |
| 8e               | Franck Bonnamour   | France           | Bretagne-Séché Environnement | + 12 s             |
| 9e               | Rudy Molard        | France           | Cofidis                      | + 26 s             |
| 10e              | Jérôme Baugnies    | Belgique         | Wanty-Groupe Gobert          | + 43 s             |
| modifier         |                    |                  |                              |                    |

### UCI Europe Tour
Ce Grand Prix de Wallonie attribue des points pour l'UCI Europe Tour 2015, par équipes seulement aux coureurs des équipes continentales professionnelles et continentales, individuellement à tous les coureurs sauf ceux faisant partie d'une équipe ayant un label WorldTeam.
| Position,          | 1er | 2e | 3e | 4e | 5e | 6e | 7e | 8e | 9e | 10e | 11e | 12e |
| Classement général | 80  | 56 | 32 | 24 | 20 | 16 | 12 | 8  | 7  | 6   | 5   | 3   |